# Camille Jacmart
Camille François Corneille Lambert Jacmart (Leuven, 15 januari 1821 - Schaarbeek, 25 mei 1894) was een Belgisch generaal en volksvertegenwoordiger. Hij was een van de Belgische voorvechters van de strijd tegen de slavenhandel in Afrika.

## Familie
Jacmart was een zoon van Charles Jacmart en Stéphanie Bauchau. Zijn vader was arts, hoogleraar aan en rector van de Rijksuniversiteit Leuven, alvorens hoogleraar te worden aan de ULB. 
Camille trouwde in 1852 met de adellijke Marie de Wauters Oplinter-Bouchout (1833-1856), het tiende kind van senator Philippe de Wouters d'Oplinter-Bouchout. Ze kregen een dochter en een zoon, maar de moeder overleed na de tweede geboorte. Na haar vroege dood bleef Camille decennialang weduwnaar, tot hij in 1892, een paar jaar voor zijn dood, hertrouwde met Caroline Triest (1841-1927). Zij waren waarschijnlijk al vele jaren als ongehuwden met elkaar verbonden, want in 1862 werd hun dochter, Marie Louise Jacmart (1862-1949) geboren. Zij werd bloemenschilder.
Jacmart overleed, volgens het overlijdensbericht, na een lange en pijnlijke ziekte.
Zijn zoon, Charles Jacmart (1856-1922), trouwde in 1896 met Marie-Charlotte Staes (1862-1929). Hij werd militair en klom op tot de graad van kapitein-commandant.
Ze hadden verschillende kinders, onder wie drie zonen die in 1924 in de Belgische erfelijke adel werden opgenomen:
- Maurice Jacmart (1897-1956), generaal-majoor, vleugeladjudant van de koningen Leopold III en Boudewijn I. Hij bleef vrijgezel.
- Jean Jacmart (1899-1969) was medestichter van het Koninklijke Genootschap Office de Généalogie et d'Héraldique de Belgique (OGHB). Hij trouwde met de Kortrijkse Jeanne Goethals, met nakomelingen tot heden. De OGHB bezit een door hem nagelaten Fonds Jacmart met dossiers over zijn familie aan vaders kant, afkomstig uit de streek van Givet en daarna gevestigd in Leuven. Daarnaast bevat het dossiers over zijn familie aan grootmoederszijde afkomstig uit Tienen en omgeving. Daarbij nog dossiers van talrijke Brabantse families.
- Raymond Jacmart (1906-1970) trouwde met Lucile Van den Kerckhove. Het kinderloos huwelijk liep uit op een echtscheiding.

## Levensloop
Na zijn studies aan de Militaire School in Brussel (1839-1843) doorliep hij een militaire carrière:
- onderluitenant bij de artillerie (1843),
- luitenant (1847),
- vleugeladjudant van de inspecteur-generaal van de artillerie (1847-1859),
- kapitein (1854),
- kapitein-commandant (1859),
- majoor (1868),
- luitenant-kolonel (1872),
- kolonel (1875),
- generaal-majoor (1879),
- commandant van de artillerieschool in Brasschaat (1879),
- luitenant-generaal (1883),
- commandant van de Militaire School (1885-1886).

In 1888 werd hij als onafhankelijke verkozen tot volksvertegenwoordiger voor het arrondissement Brussel en vervulde dit mandaat tot in 1892.
Hij was verder ook:
- afdelingsvoorzitter bij de Société scientifique de Bruxelles,
- lid van de toezichtsraad van het Koninklijk Museum voor antiquiteiten en wapenuitrusting in Brussel;
- voorzitter van het directiecomité van de Belgische Société anti-escalvagistes',